# Aardman Animations

Logo der Produktionsgesellschaft

Aardman Animations Ltd. ist eine britische Filmproduktionsgesellschaft für Animationsfilme mit Sitz in Bristol, die sich auf den Claymation-Bereich spezialisiert hat.

## Geschichte

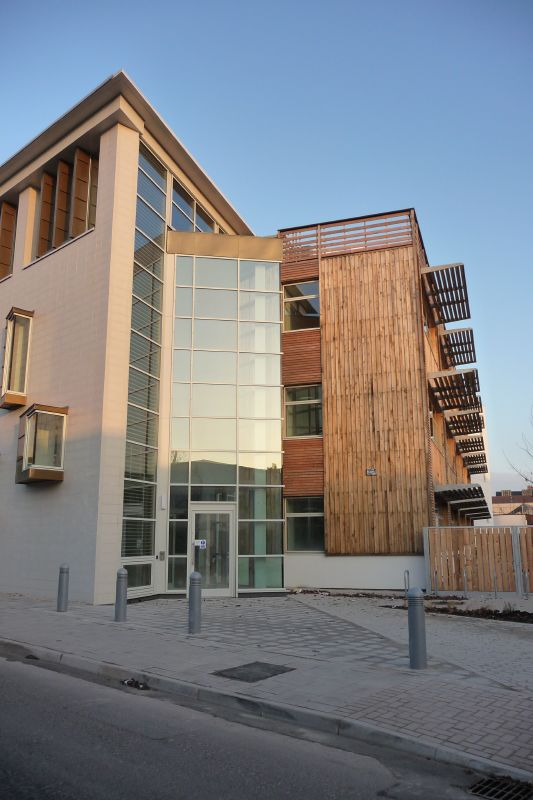
Aardman Animations Hauptbüro in Bristol

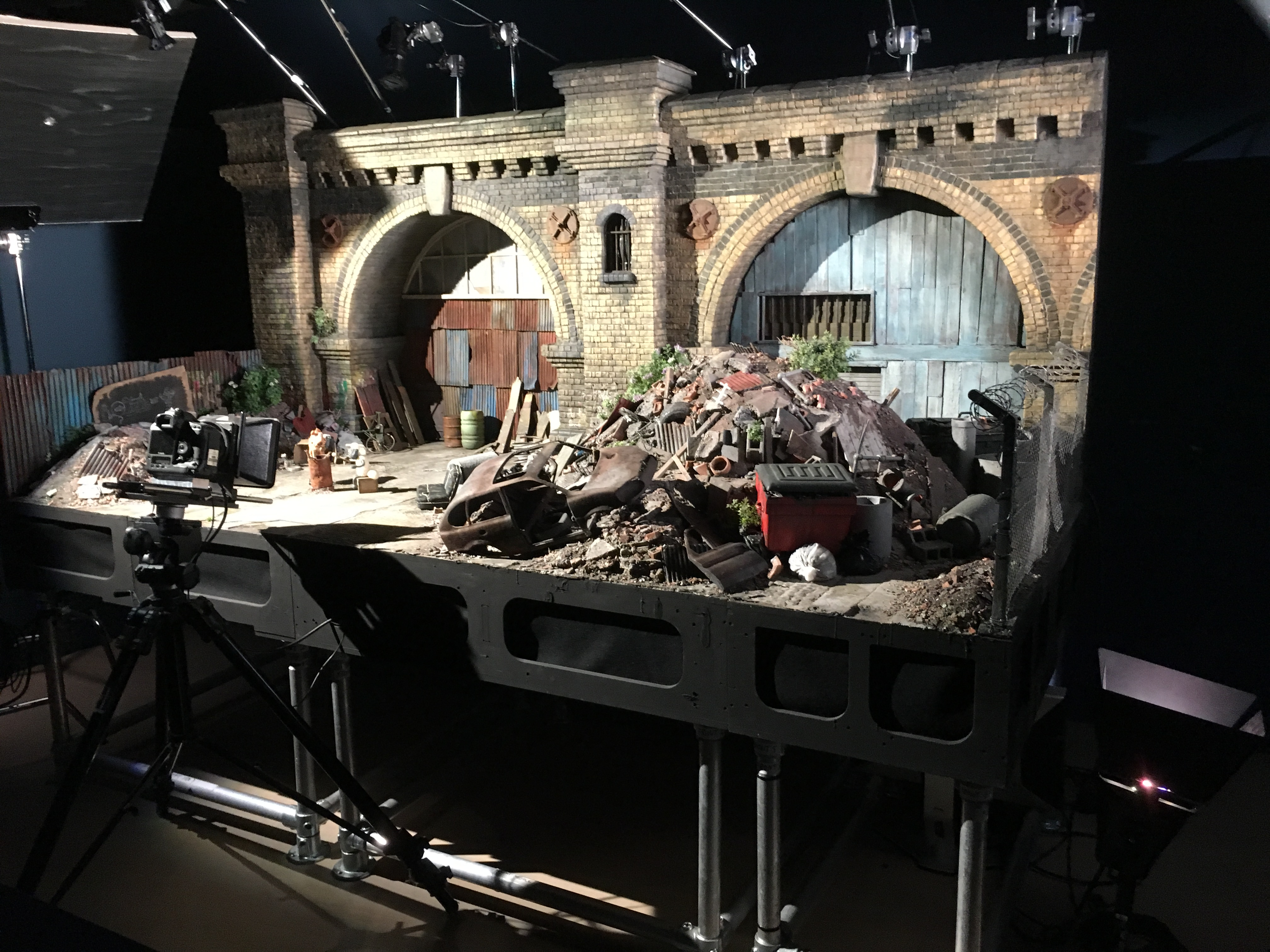
Filmset aus einem Aardman Animations Film

Aardman wurde in den 1970er Jahren als „Hinterhofprojekt“ von Peter Lord und David Sproxton gegründet, ihr erster Angestellter wurde Richard Goleszowski und im Jahr 1985 stieß Nick Park dazu. Ihr erster großer internationaler Erfolg war ein Jahr später das Musikvideo zu Sledgehammer von Peter Gabriel, Regisseur war Stephen R. Johnson.
Von Park stammen die  Wallace & Gromit-Kurzfilme A Grand Day Out (1989), The Wrong Trousers (1993) und A Close Shave (1995), die eine Oscar-Nominierung (1990) und zwei Oscar-Auszeichnungen (1993 und 1995) in der Kategorie Bester animierter Kurzfilm einbrachten. Zusammen mit dem Kurzfilm Creature Comforts (1990), in dem Zootiere über ihren Alltag erzählen, hat die Gesellschaft drei Awards gewinnen können.
Im Jahr 2000 produzierte Aardman in Zusammenarbeit mit Dreamworks den Film Chicken Run – Hennen rennen. Der Film war das erste Einzelprojekt von Aardman in Spielfilmlänge. 2005 folgte Wallace & Gromit: Auf der Jagd nach dem Riesenkaninchen, der im Jahr 2006 ebenfalls mit einem Oscar in der Kategorie Bester animierter Spielfilm ausgezeichnet wurde.
Mit Flutsch und weg beschritt Aardman mit Dreamworks Animation neues Terrain und produzierte ihren ersten computeranimierten Film, bei dem die typische Figurengestaltung, der Humor und die Detailtreue beibehalten wurde.
Mit Shaun das Schaf (Shaun the Sheep) schuf Aardman eine Animationsserie mit Shaun in der Hauptrolle, dem Schaf aus A Close Shave. In Deutschland wird die Serie vom öffentlich-rechtlichen Kinderkanal (Ki.Ka) und im Rahmen der Sendung mit der Maus ausgestrahlt.
Ein weiterer Schwerpunkt von Aardman ist die Produktion von Werbefilmen für verschiedene Unternehmen, wie FedEx, Nike oder Aldi.

## Filmografie

### Animationsfilme
- 2000: Chicken Run – Hennen rennen (Chicken Run)
- 2005: Wallace & Gromit – Auf der Jagd nach dem Riesenkaninchen (Wallace & Gromit: The Curse Of The Were-Rabbit)
- 2006: Flutsch und weg (Flushed Away)
- 2011: Arthur Weihnachtsmann (Arthur Christmas)
- 2012: Die Piraten! – Ein Haufen merkwürdiger Typen (The Pirates! Band of Misfits)
- 2015: Shaun das Schaf – Der Film (Shaun the Sheep Movie)
- 2018: Early Man – Steinzeit bereit (Early Man)
- 2019: Shaun das Schaf – UFO-Alarm (A Shaun the Sheep Movie: Farmageddon)
- 2023: Chicken Run: Operation Nugget (Chicken Run: Dawn of the Nugget)
- 2024: Wallace & Gromit – Vergeltung mit Flügeln (Wallace & Gromit: Vengeance Most Fowl)

### Serien
- 1979: The Great Egg Race (Eröffnungstitel)
- 1980: The Amazing Adventures of Morph
- 1989: Round the Bend (Segmente)
- 1996: Die Morph Files (The Morph Files)
- 1998: Rex the Runt
- 1999: Angry Kid
- 2002: Wallace & Gromit - Großartige Gerätschaften (Wallace & Gromit's Cracking Contraptions)
- 2002: Panik in der Pampa (A Town Called Panic)
- 2003: The Presentators
- 2003: Creature Comforts
- 2005: Planet Sketch – Die Gag-Show (Planet Sketch)
- 2006: Lila und Braun (Purple and Brown)
- 2006: Pib and Pog
- 2007: Shaun das Schaf (Shaun the Sheep)
- 2007: Creature Comforts America
- 2007: Chop Socky Chooks
- 2009: Timmy das Schäfchen (Timmy Time)
- 2010: Wallace & Gromit: Welt der Erfindungen (Wallace and Gromit's World of Invention)
- 2011: Canimals
- 2011: DC Nation Shorts
- 2012: Shaun the Sheep 3D
- 2012: Shaun das Schaf - Meisterschaf
- 2014: Brand New Morph
- 2015: Golden Morph
- 2015: Morph: The Lost Tapes
- 2016: Meet David Attenborough
- 2016: Falsche Katze (Counterfeit Cat)
- 2020: The Epic Adventures Of Morph
- 2022: The Very Small Creatures
- 2023: Star Wars: Visionen

### Kurzfilme
- 1977: Down and Out
- 1978: Confession of a Foyer Girl
- 1981: On Probation
- 1983: Sales Pitch
- 1983: Palmy Days
- 1983: Late Edition
- 1983: Früher Vogel (Early Bird)
- 1987: My Baby Just Cares for Me
- 1987: Going Equipped
- 1989: Next
- 1989: Ident
- 1989: Creature Comforts
- 1989: War Story
- 1989: Wallace & Gromit – Alles Käse (Wallace & Gromit: A Grand Day Out)
- 1991: Rex the Runt: Dreams
- 1991: Rex the Runt - Dinosaurier (Rex the Runt: Dinosaurs)
- 1991: Adam
- 1992: Never Say Pink Furry Die
- 1992: Loves Me... Loves Me Not
- 1993: Not Without My Handbag
- 1993: Wallace & Gromit – Die Techno-Hose (Wallace & Gromit: The Wrong Trousers)
- 1994: Pib and Pog
- 1995: The Title Sequence
- 1995: Wallace & Gromit – Unter Schafen (Wallace & Gromit: A Close Shave)
- 1996: Pop
- 1996: Wat’s Pig
- 1997: Owzat
- 1997: Stage Fright
- 1998: Humdrum
- 1998: Al Dente
- 1999: Swearing
- 1999: Stinky
- 1999: Soccer
- 1999: Sneeze
- 1999: Sex Education
- 1999: Road Hog
- 1999: Queen’s Speech
- 1999: Minotaur and Little Nerkin
- 1999: Lovebite
- 1999: Headlights
- 1999: Cotton Bud
- 1999: Captain Thunderpants
- 1999: Bored
- 1999: Blood Juice
- 1999: Barf
- 2000: Wee Wee
- 2000: Superhero
- 2000: Speed
- 2000: Horror
- 2000: Hoax Call
- 2000: Hardface
- 2000: Comfy
- 2000: Chips
- 2000: Buzz Off!
- 2000: Bone
- 2000: Backward Writing
- 2000: Kidnap
- 2001: The Deadline
- 2001: Jackanory
- 2001: Chunga Chui Leopard Beware
- 2001: Ernest
- 2002: Chump
- 2002: Wallace & Gromit - Großartige Gerätschaften (Wallace & Gromit's Cracking Contraptions)
- 2003: Fruitloop
- 2004: Gearhead
- 2004: Clot
- 2004: Who Do You Think You Are
- 2005: Tales for the Rest of Us
- 2005: Ramble On
- 2007: The Pearce Sisters
- 2007: Don’t Let It All Unravel
- 2008: Wallace & Gromit – Auf Leben und Brot (Wallace & Gromit: A Matter Of Loaf And Death)
- 2010: Fly
- 2010: Blind Date
- 2021: Rote Robin (Robin Robin)

### Musikvideos
- 1986: Peter Gabriel – Sledgehammer
- 1987: Nina Simone – My Baby Just Cares for Me
- 1987: Robert Parker – Barefootin’
- 1996: Tina Turner & Barry White – In Your Wildest Dreams
- 1998: Spice Girls – Viva Forever
- 2019: Coldplay – Daddy
- 2023: Peter Gabriel – Love Can Heal (Bright-Side Mix)